# Hernando (Mississippi)
La ville de Hernando est le siège du comté de DeSoto, situé dans l'État du Mississippi, aux États-Unis.
Elle est située à environ 17 km au sud de la frontière avec le Tennessee et à une trentaine de kilomètres de la rive est du fleuve Mississippi. Sa population s'élevait à 17 138 habitants lors du recensement de 2020.

## Personnalités
Kennedy McKinney (1966-), boxeur, champion olympique.